# Chlosterspitz
Chlosterspitz är en bergstopp i Schweiz.   Den ligger i kantonen Appenzell Innerrhoden, i den östra delen av landet, 150 km öster om huvudstaden Bern. Toppen på Chlosterspitz är 1 326 meter över havet, eller 50 meter över den omgivande terrängen. Bredden vid basen är 0,42 km.
Terrängen runt Chlosterspitz är kuperad åt nordväst, men åt sydost är den bergig. Runt Chlosterspitz är det ganska tätbefolkat, med 120 invånare per kvadratkilometer.. Närmaste större samhälle är Sankt Gallen, 12,7 km norr om Chlosterspitz. 
I omgivningarna runt Chlosterspitz växer i huvudsak blandskog.